# Nachal Nigraf
Nachal Nigraf (hebrejsky נחל נגרף) je vádí na pomezí regionu Šefela a severního okraje Negevské pouště, v jižním Izraeli.
Začíná v nadmořské výšce přes 100 metrů východně od města Sderot. Směřuje pak k severozápadu mírně zvlněnou zemědělsky využívanou krajinou. Jižně od vesnice Bror Chajil ústí zleva do toku Nachal Šikma.